# ایربی‌ان‌بی

دفتر مرکزی ایربی‌ان‌بی در سان فرانسیسکو

ایربی‌ان‌بی (به انگلیسی: Airbnb) یک بازارگاه مجازی در زمینهٔ اجارهٔ مکان‌های اقامتی است. ایربی‌ان‌بی از طریق وبگاه یا از طریق اپ موبایل برای مشتریان قابل دسترس است. از طریق این سرویس، کاربران می‌توانند محل اقامت، تجارب گردشگری را ترتیب دهند یا املاک خود را برای اجاره قرار دهند. ایربی‌ان‌بی خود هیچ ملکی برای اجاره ندارد. در عوض، با دریافت کارمزد از هر رزرو سود می‌برد. این شرکت در سال ۲۰۰۸ توسط برایان چسکی، ناتان بلاچارچیک و جو گبیا تأسیس شد و در سان فرانسیسکو مستقر است. ایربی‌ان‌بی نسخهٔ کوتاه شده از نام اصلی خود، AirBedandBreakfast.com است.
این شرکت انتقاداتی را نسبت به افزایش قیمت اجاره در شهرهای تحت پوش خود و ایجاد مزاحمت برای کسانیکه در نزدیکی املاک اجاره‌ایش زندگی می‌کنند داشته است در پاسخ، این شرکت توجه نظارتی را از شهرهایی مانند سانفرانسیسکو و نیویورک و اتحادیهٔ اروپا جلب کرده‌است. همچنین با چالش‌های صنعت هتل‌داری و دیگر شرکت‌های مشابه روبرو شده‌است.
در ۱۰ دسامبر سال ۲۰۲۰ این شرکت با ارزش بیش از ۱۰۰ میلیارد دلار به سهام عمومی رسید.

## تاریخچه
اندکی پس از نقل مکان به سانفرانسیسکو در اکتبر ۲۰۰۷ برایان چسکی و جو گبیا، هم‌اتاقی‌ها و همکلاسی‌های سابق، این ایده را داشتند که یک تشک بادی را در اتاق نشیمن خود قرار دهند و آن را به تختخواب و میز صبحانه تبدیل کنند. در فوریه ۲۰۰۸ نیتان بلاچارچیک، هم‌اتاقی سابق چسکی، به عنوان مدیر ارشد فناوری و سومین بنیانگذار سرمایه‌گذاری تازه که آنها AirBed & Breakfast نامیدند به آنها ملحق شد. آن‌ها وبگاهی که محل اقامت کوتاه مدت و صبحانه را برای کسانی که قادر به رزرو هتل در بازار اشباع‌شده نبودند ارائه می‌داد. وبگاه Airbedandbreakfast.com رسماً در ۱۱ اوت ۲۰۰۸ راه‌اندازی شد. بنیانگذاران نخستین مشتری خود را در تابستان سال ۲۰۰۸ در جریان کنفرانس طراحی صنعتی که توسط انجمن طراحان صنعتی آمریکا برگزار شد، داشتند، هنگامی که مسافران برای یافتن محل اقامت در شهر مشکل داشتند.
در ژانویه ۲۰۰۹ برنامه‌نویس رایانه، پل گراهام، بنیان‌گذاران را به جلسه آموزش زمستانی استارتاپ خود، وای کامبینیتر دعوت کرد، که در ازای مشارکت کمی در شرکتش، به آنها آموزش و بودجه داد. با وبگاه ساخته‌شده، آنها از سرمایه‌گذاری وای کامبینیتر برای دیدار با نیویورک و دیدار با کاربران و تبلیغ وبگاه استفاده کردند. آنها با یک مدل تجاری سودآور که به سرمایه‌گذاران ساحل غربی ارائه دهند، به سان فرانسیسکو بازگشتند. تا مارس ۲۰۰۹ این وبگاه ۱۰ هزار کاربر و ۲۵۰۰ محل اجاره‌ای داشت.
در مارس ۲۰۰۹ نام شرکت به Airbnb.com کوتاه شد و محتوای وبگاه از تختخواب‌های هوایی و فضاهای مشترک به انواع املاک از جمله خانه‌ها و آپارتمان‌ها، اتاق‌های خصوصی و دیگر املاک گسترش یافته بود.
در آوریل ۲۰۰۹ این شرکت سرمایه مرحله کشت ایده را از سکویا کپیتال دریافت کرد. در نوامبر ۲۰۱۰ آنها در یک دوره از سری A از شرکای گریلاک و سرمایه‌گذاری سکویا کمک مالی کردند و اعلام کردند که از ۷۰۰٫۰۰۰ شب رزرو شده، ۸۰٪ در شش ماه گذشته اتفاق افتاده‌است.
در کنفرانس جنوب از جنوب غربی در سال ۲۰۱۱ ایربی‌ان‌بی جایزه "app" را از آن خود کرد. در اکتبر ۲۰۱۱ ایربی‌ان‌بی دفتری در لندن تأسیس کرد، که نخستین دفتر بین‌المللی این شرکت است.
به دلیل رشد کاربران نهایی بین‌المللی، در اوایل سال ۲۰۱۲ ایربی‌ان‌بی دفاتر خود را در پاریس، میلان، بارسلون، کپنهاگ، مسکو، و سائو پائولو افتتاح کرد. این دفاتر علاوه بر دفاتر موجود در سان فرانسیسکو، لندن، هامبورگ، و برلین بود. در سپتامبر ۲۰۱۳ این شرکت اعلام کرد که دفتر مرکزی اروپا را در دوبلین تأسیس خواهد کرد.
در نوامبر ۲۰۱۲ ایربی‌ان‌بی دفتری را در سیدنی، محل یازدهمین دفتر خود افتتاح کرد و از برنامه‌های خود برای راه‌اندازی خدمات در تایلند و اندونزی خبر داد. در دسامبر ۲۰۱۲ ایربی‌ان‌بی استراتژی خود را برای حرکت به بازار آسیا با راه اندازی دفتر کار در سنگاپور اعلام کرد.
در نوامبر ۲۰۱۲ ایربی‌ان‌بی "Neighborhoods" را راه‌اندازی کرد، یک راهنمای سفر از ۲۳ شهر که به مسافران کمک می‌کند محله‌ای را برای اقامت در آنجا بر پایه معیارهای خاص و تنظیمات شخصی انتخاب کنند.
تا اکتبر ۲۰۱۳ ایربی‌ان‌بی از زمان تأسیس خود در اوت ۲۰۰۸ به ۹٫۰۰۰٫۰۰۰ مهمان خدمات داده‌است و تقریباً ۲۵۰٫۰۰۰ ملک در سال ۲۰۱۳ اضافه شد.
در ژوئیه ۲۰۱۴ ایربی‌ان‌بی بازنگری در طراحی وبگاه و برنامه تلفن همراه را نشان داد و آرم تازه‌ای را معرفی کرد. این آرم که Bélo نامیده می‌شود، به عنوان نمادی از "تعلق" در نظر گرفته شده‌است و از چهار عنصر تشکیل شده‌است: یک سر که نمایانگر مردم است، یک نماد مکان که نشان دهنده مکان است، یک قلب برای نماد عشق و یک حرف "A "برای نام شرکت ایستاده‌است.
در آوریل ۲۰۱۵ به دنبال کاهش محدودیت‌های فعالیت‌های شرکت‌های آمریکایی در کوبا به دستور باراک اوباما ایربی‌ان‌بی به کوبا گسترش یافت و آن را به عنوان یکی از نخستین شرکت‌های آمریکایی معرفی کرد.
در تابستان ۲۰۱۶ به درخواست سه عضو سنای ایالات متحده، و کمیسیون فدرال تجارت تحقیق در مورد تأثیر ایربی‌ان‌بی بر هزینه‌های مسکن را آغاز کرد. در اکتبر ۲۰۱۶ اندرو کوئومو، فرماندار نیویورک، لایحه‌ای را برای جریمهٔ ایربی‌ان‌بی به دلیل نقض قوانین مسکن محلی امضا کرد. نیویورک تایمز گزارش داد که این وقایع بخشی از «طرحی است که انجمن هتلداری در اوایل سال ۲۰۱۶ برای خنثی کردن ایربی‌ان‌بی آغاز کرد».
در ژانویه ۲۰۱۷ ایربی‌ان‌بی، ۱۳ میلیون دلار در برنامهٔ رزرو رستوران، Resy، همراه با کارآفرینان سری گری وینرچاک، بن لونتال و مایک مونترو سرمایه‌گذاری کرد.
ایربی‌ان‌بی برای نخستین بار در نیمهٔ دوم سال ۲۰۱۶ سودآور شد. درآمد این شرکت از ۲۰۱۵ تا ۲۰۱۶ بیش از ۸۰٪ رشد کرد. پس از ۲۰۰ میلیون دلار سود در سال ۲۰۱۸ ایربی‌ان‌بی در سال ۲۰۱۹ ۳۲۲ میلیون دلار ضرر کرد.
در فوریه ۲۰۱۸ این شرکت Airbnb Plus را معرفی کرد مجموعه ای از خانه‌هایی که از نظر کیفیت خدمات، راحتی و طراحی مورد بررسی قرار گرفته‌اند و همچنین Beyond توسط ایربی‌ان‌بی، اجاره‌های لوکس تعطیلات را ارائه می‌دهد. تا اکتبر ۲۰۱۹ هر شب دو میلیون نفر در ایربی‌ان‌بی اقامت داشتند.
در طی دنیاگیری کووید ۱۹ ایربی‌ان‌بی با افت قابل توجهی در رزروها روبرو شد که بین ۴۱ تا ۹۶ درصد تخمین زده شده‌است. در پاسخ، این شرکت ارزیابی داخلی خود را از ۳۱ میلیارد دلار به ۲۶ میلیارد دلار کاهش داد و برنامه‌های تأخیر برای عرضه اولیه سهام را در نظر گرفت. در ۳۰ مارس، مدیر عامل و رئیس جامعه، برایان چسکی نامه‌ای را به میزبانان نوشت وعده داد ۲۵۰ میلیون دلار برای لغو مهمان در نظر گرفته‌است.
در ۵ مه ۲۰۲۰ برایان چسکی برای همه کارمندان خود یادداشتی ارسال کرد و اعلام کرد شرکت به دلیل دنیاگیری کووید ۱۹ تقریباً ۱۹۰۰ کارمند یا حدود ۲۵٪ از نیروی کار خود را در آمریکا، اروپا و آسیا اخراج خواهد کرد.